# كفر بطا
كفر بطا إحدى قرى مركز بنها التابع لمحافظة القليوبية بجمهورية مصر العربية.

## السكان
بلغ عدد سكان كفر بطا 4,482 نسمة، حسب الإحصاء الرسمي لعام 2006.